# Milan Zelinka
Milan Zelinka (Cífer, 1942. március 22. –) szlovák író, költő és esszéíró.

## Élete
1942. március 22-én született Cíferben. A nagyszombati gimnázium elvégzése után (1959–1967) a pozsonyi Állami Konzervatóriumban énekelni kezdett, de nem fejezte be tanulmányait, és technikusként majd telefonközpont-szerelőként dolgozott Pozsonyban. Később munkahelyet váltott, megfordult Zsolnán és Rózsahegyen, majd 1964-ben Homonnában telepedett le. 1967-től 1970-ig az Állami Távközlési Felügyelőség alkalmazottja volt, majd visszatért korábbi szakmájához. Jelenleg Papházán él és dolgozik.
Műveiben a szlovák próza új színei villannak meg, nem csak a múltról ír, nem csak a szülőhely népi hagyományaihoz fordul témáért, hanem őt a jelen érdekli, a mindennapi életben történtek. Alkotásainak szereplői Kelet-Szlovákia hétköznapi emberei, munkásai, telefonközpont-szerelői. Elbeszéléseinek, novelláinak egy részében az egyén és a környező világ konfliktusairól, az örök emberi értékekről mesél. Mélységes humanizmussal a tartalmas, igaz életre vágyó emberekről ír. Zelinka bemutatja társadalmi és erkölcsi tapasztalatait, de különösen az emberi kapcsolatok csomópontjáról szóló világos elképzelését.

## Művei
- Dych (1972) Lehelet
- Smädné srdce (1974) Szomjas szív
- Belasé ráno (1978) Fehér reggel
- Slamienky z Makova (1980) Eper Makovból
- Kvety ako drobný sneh (1982) Virágok, mint az apró hó
- Mechanici (1983) Mechanika
- Z havranieho dvora (1988) A hollótól
- Povesť o strýkovi Kenderešovi (1985) Legenda Kenderes bácsiról
- Smädné srdce (a tušená krajina) (1990) Szomjas szív
- Krajina (1992)
- Príbehy z Karpát (2005) Történetek a Kárpátokról
- Teta Anula (2007) Anula néni
- Ten nevyspytateľný svet (2009) A kiszámíthatatlan világ
- Rudenko (2011)
- Pristaš (2012)
- Frajlenka Hollóška (2013)[1]
- Blízke diaľavy (2018) Közeli távolságok
- Na okraj kultúry, na okraj života (2019) A kultúra szélén, az élet szélén

### Magyarul
- Szerelők (Madách Könyv- és Lapkiadó, Pozsony, 1985, fordította: Tóth Elemér)[2]

## Díjai, elismerései
- Az Irodalmi Alap díja a Teta Anula (Anula néni) című regényéért (2007)
- Az Anasoft irodalmi díj nyertese Teta Anula regényéért (2008)
- Irodalmi Alap díja az eredeti szlovák irodalmi művekért (2018)

## Fordítás
- Ez a szócikk részben vagy egészben  a   Milan Zelinka című szlovák Wikipédia-szócikk ezen változatának fordításán alapul.  Az eredeti cikk szerkesztőit annak laptörténete sorolja fel. Ez a jelzés csupán a megfogalmazás eredetét és a szerzői jogokat jelzi, nem szolgál a cikkben szereplő információk forrásmegjelöléseként.